# Benthofascis
Benthofascis is een geslacht van weekdieren uit de klasse van de Gastropoda (slakken).

## Soorten
- Benthofascis angularis Tucker, Tenorio & Stahlschmidt, 2011
- Benthofascis biconica (Hedley, 1903)
- Benthofascis conorbioides Tucker, Tenorio & Stahlschmidt, 2011
- Benthofascis lozoueti Sysoev & Bouchet, 2001
- Benthofascis pseudobiconica Tucker, Tenorio & Stahlschmidt, 2011
- Benthofascis sarcinula (Hedley, 1905)